# Cappella Colleoni
La Cappella Colleoni è una cappella funebre rinascimentale edificata nel 1476 per volere di Bartolomeo Colleoni quale suo mausoleo su progetto di Giovanni Antonio Amadeo dedicata a San Giovanni Battista. Si trova sulla piazza del Duomo di Bergamo alta, addossata alla basilica di Santa Maria Maggiore.

## Storia
Voluta da Bartolomeo Colleoni, quale mausoleo proprio, sepulcrum sibi vivus extruxsit [...] pro patrie munificenzia et imperii maiestate, dedicata ai santi Bartolomeo, Marco e Giovanni Battista, venne costruita tra il 1470 e il 1476 ma non completata del tutto, alcune opere vennero aggiunte successivamente. La costruzione fu inizialmente seguita dall'amico del condottiero, l'architetto Alessio Agliardi, che, membro della confraternita della Misericordia Maggiore tenne i contatti tra gli interessati per sollecitare le varie autorizzazioni, sia ecclesiastiche che comunali, necessarie all'edificazione.
Si è discusso su queste date specialmente su quella d'inizio, indicata da alcuni nel 1470 e da altri, come il Belotti, nel 1472. Entrambe possono essere accettate laddove si dia credito allo scrittore seicentesco Donato Calvi che nel 1676 scriveva che il 1º giugno 1470 [...] fur oggi poste le fondamenta della Cappella o Oratorio contiguo a Santa Maria Maggiore del famoso capitano Bartolomeo a sua perpetua memoria fatto edificare, ove successivamente eretto il suo glorioso Sepolcro. Tuttavia tutta la documentazione notarile consultata attesta che fino al 1472 nessun lavoro era stato intrapreso. Si consideri che il 6 marzo 1470 era morta la figlia prediletta del condottiero, Medea, e questo potrebbe aver dato una motivazione maggiore e una spinta alla realizzazione del mausoleo, che porterebbe a considerare che il Calvi potrebbe aver indicato una data se non possibile, sicuramente desiderata e motivata dal Colleoni.
La costruzione vera e propria del complesso monumentale ebbe inizio, invece, nel corso del 1472 con l'abbattimento della sagrestia di Santa Maria Maggiore e del porticato antistante, sagrestia la cui esistenza agli inizi del 1472 è provata da una supplica dei rettori della chiesa al Colleoni che eum rogabant ne destrueret.

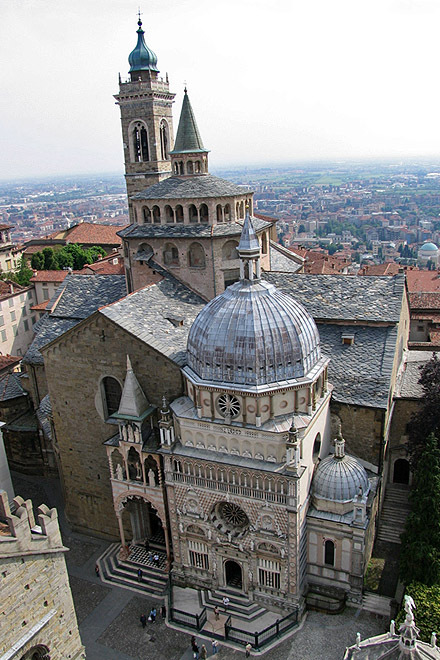
Cappella Colleoni

### Manu militari

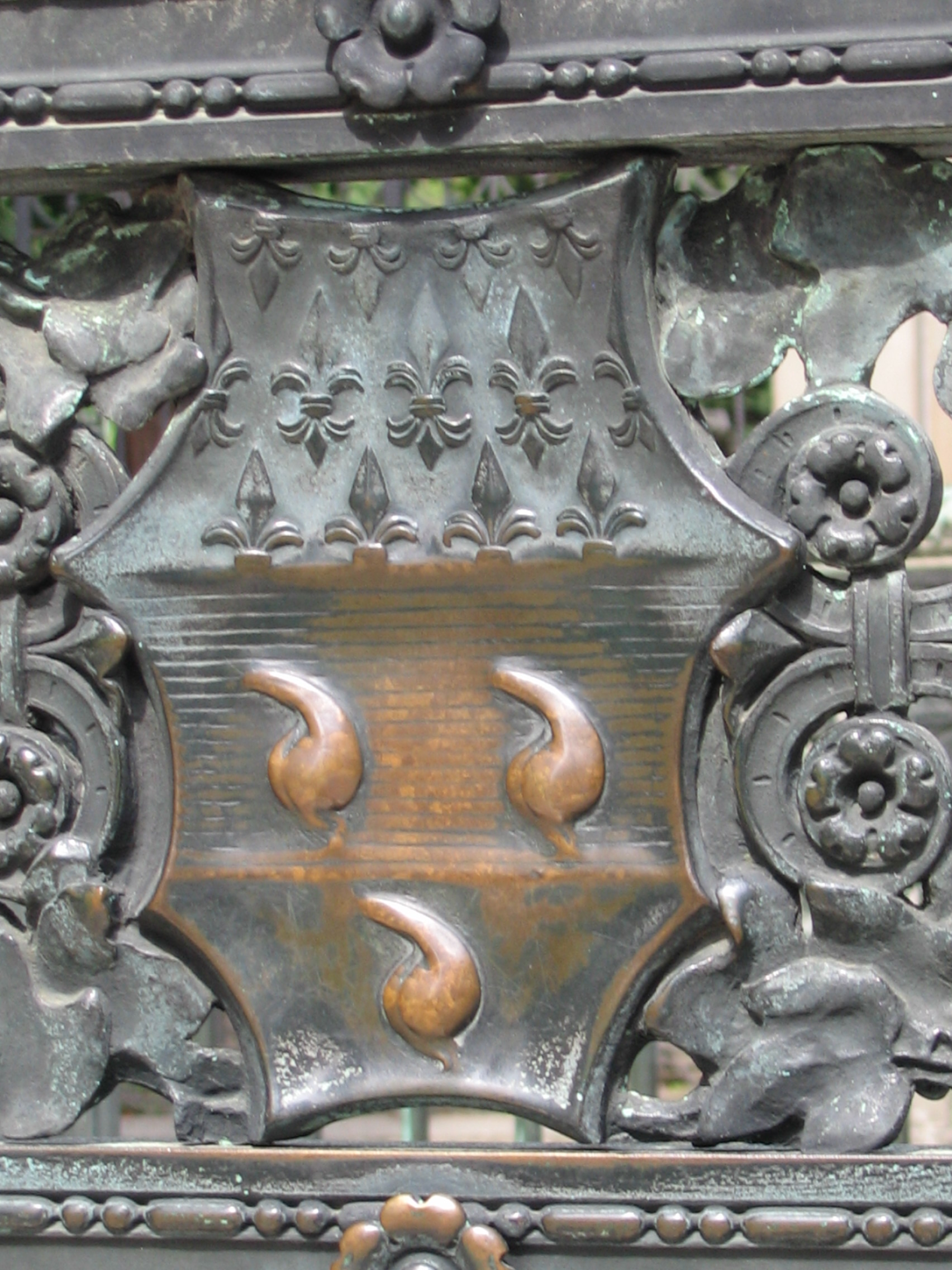
Blasone della famiglia Colleoni in uso almeno dal 1123 - Tre testicoli

Il terreno dove è stata edificata la cappella aveva originariamente tre destinazioni: vi erano una piccola cappelletta, il cimerchium, chiuso da cancellata che era il luogo dove venivano conservati gli arredi liturgici di valore che non erano d'uso nelle cerimonie ordinarie, ma solo per le occasioni importanti, non era quindi la sagrestia d'uso quotidiano trovandosi anche lontana dal presbiterio ma luogo sicuro, mentre una parte del terreno  era libera comunale.

L'abbattimento della sagrestia di Santa Maria Maggiore per fare posto al mausoleo ha fatto nascere la questione se sia stato un atto di soldatesca arroganza del Colleoni, stanco delle lungaggini burocratiche che ritardavano l'inizio dei lavori, o sia avvenuto con l'accordo degli amministratori della chiesa. Colleoni aveva chiesto l'autorizzazione all'amministrazione comunale per l'edificazione del mausoleo in una posizione non ben identificata date le varie modifiche che la chiesa, e i palazzi che la circondano, hanno subito nel tempo, forse era proprio il palazzo della Ragione, oggetto della demolizione, che si trovava in urgente necessità di restauro, cosa che avverrà nei primi anni del Cinquecento su progetto di Pietro Isabello. Ma queste restano supposizioni, in considerazione che il condottiero voleva la centralità del mausoleo sulla piazza.
La lettura del mastro di contabilità della nuova sagrestia laddove dice che la precedente era stata ruinata ac accepta per Illustrem condam Bertolomeum colionum ha fatto nascere quella che monsignor Angelo Meli, uno dei maggiori studiosi della cappella, definisce la leggenda dell'intervento armato. Si è inteso il termine ruinata come conseguenza dell'azione violenta del potere militare mentre voleva esprimere solamente il fatto fisico dell'abbattimento in sé senza con ciò volerlo derivare da un'azione di forza.

A sostegno dell'abbattimento concordato c'è la dichiarazione di Vanoto Colombi, un fedelissimo del capitano generale, che il 4 aprile 1483 testimoniava che la sagrestia 
 ma l'affetto e la fedeltà del Colombi verso il Capitano la rendono sospetta. A testimonianza della data del 1472 sarebbero le indicazioni di Alessio Agliardi, il quale dichiara sul documento di valutazione del danno e il conseguente indennizzo, d'essere membro della Fondazione MIA, cosa che risulta essere nel periodo dal febbraio 1472 al marzo 1473.
La ricostruzione documentaria fatta dal Meli non lascia margini a dubbi di alcun genere. Tuttavia bisogna tener presente che la verità si appanna col tempo mentre le leggende sopravvivono.
Certo è che il potere e il carisma del Colleoni erano tali da imporsi da soli senza che occorresse l'intervento di soldati. Colleoni aveva promesso la ricostruzione della sagrestia nella nuova posizione, ma alla sua morte avvenuta nel 1483, la promessa non era stata ancora mantenuta, e proprio in quell'anno la Congregazione della Misericordia Maggiore mandò una richiesta alla Repubblica di Venezia perché si rispettassero le promesse. In conclusione non si può certo negare che la prima pietra potrebbe essere stata posta nel 1470, per un edificio forse di minore dimensione, come indicato dal Calvi, e che la sagrestia rimase fino al 1472, perché il condottiero non volle che fosse subito distrutto il cimerchium, facendo anche il servizio di cappella per le funzioni, venendo demolita solo nel 1472.
Il dubbio, infondato, resisterà ma è poca cosa di fronte allo splendore del mausoleo che Bartolomeo Colleoni, pur volendolo per sé, ha lasciato alla sua città arricchendone il patrimonio artistico con un'opera di universale bellezza.
Per quanto riguarda la data finale del completamento dei lavori è ritenuto corretto il 1476 anche in considerazione del fatto che l'Amadeo nel 1474 lavorava alla Certosa di Pavia, cosa che non gli sarebbe stata permessa se la cappella non fosse già stata ultimata e che nel 1475 chiese il saldo delle sue spettanze. Tuttavia l'osservazione di alcuni particolari costruttivi e alcuni documenti notarili attestano che ancora all'inizio del Cinquecento si lavorava alla sistemazione di particolari della facciata e dei cornicioni.

### Il mistero dei resti del Colleoni
Per secoli si è creduto che la salma di Bartolomeo Colleoni non si trovasse nel mausoleo ma in qualche altro luogo poiché i sarcofaghi risultavano vuoti a ogni ispezione, alimentando un appassionante mistero storico sulle sorti dei resti del condottiero.

Si arrivò anche alla leggenda, nata e propagatasi spontaneamente, dello spostamento del feretro dall'arca ad altro sito, forse sotto il pavimento di Santa Maria Maggiore, per ordine di san Carlo Borromeo, basata sul fatto reale che a seguito di una visita apostolica del cardinale, 1575, erano stati effettivamente tolti dalla cappella alcuni cimeli. 
()
La leggenda rimase tale, non comprovata da alcun cenno negli atti della visita pastorale, ed è impensabile che questa omissione fosse deliberata o casuale, specialmente in considerazione della riforma ecclesiastica che il Borromeo stava portando avanti con forza e determinazione: un trasloco così importante e particolarmente sentito dalla comunità bergamasca non avrebbe potuto essere fatto senza un provvedimento formale. Il cardinale, d'altra parte, mantenne il feretro di Medea nel suo sepolcro nella chiesa di Santa Maria di Basella di Urgnano e un comportamento diverso nei confronti di quello del padre, Bartolomeo, sarebbe stato contraddittorio e incomprensibile. È probabile che quella diceria si fosse diffusa per il bisogno di dare una spiegazione razionale alla scomparsa dei resti del Colleoni.
La soluzione del mistero parve arrivare il 14 gennaio 1950 con la riapertura di una massiccia arca lapidea di tipo barbarico già ritrovata l'11 luglio 1651 sotto il pavimento di Santa Maria Maggiore e contenente alquante ossa di statura et misura longhissima, quasi di gigante, et con l'ossa un bastone et una spada di legno. La commissione che presenziò a questa riesumazione dichiarò frettolosamente che i resti appartenevano al Colleoni senza rilevare le evidenti contraddizioni che vi si opponevano. Non si spiegava il perché dell'utilizzo di un'arca altomedievale, l'assenza di qualsiasi elemento di identificazione del feretro, la presenza di una spada di legno anziché di una vera, l'altezza dello scheletro non corrispondente alla statura tramandataci del Colleoni. I dubbi, mai sopiti, portarono al riesame dei reperti per opera di una commissione, indicata dal Ministero dell'istruzione, presieduta da padre Agostino Gemelli che il 21 maggio 1956 escluse che le ossa in questione appartenessero al Colleoni: si concludeva una vicenda ma il mistero rimaneva, anzi vi si aggiungeva quello della vera appartenenza delle ossa, forse di un guerriero medievale mentre rimaneva inspiegabile la spada di legno.

#### La soluzione
L'interesse sulla sorte dei resti del Colleoni si era affievolito col passare dei secoli, nonostante sporadiche ispezioni, in una sorta di distratta rassegnazione fino al 1922 quando, il 15 giugno, Vittorio Emanuele III durante una visita ufficiale chiese agli accompagnatori dove si trovassero le spoglie del condottiero, creando una situazione di disagio perché nessuno fu in grado di dare una risposta. Il Re, andando via, raccomandò al Priore di cercare ancora, trovare il grande condottiero e di riferirgli. Questo fatto, particolarmente imbarazzante e in un certo senso umiliante per gli autorevoli ospiti che avrebbero dovuto rispondere, spinse a nuove ricerche e a nuove ipotesi che, tuttavia, non sciolsero il mistero secolare infittito dall'anonimato del feretro contenuto nel sarcofago barbarico rinvenuto nella basilica di Santa Maria Maggiore. Solamente monsignor Meli insisteva sulla presenza del corpo del Colleoni all'interno della cappella perché così volevano tutte le testimonianze dell'epoca. Marin Sanudo descrivendo, nel 1483, la Cappella fu particolarmente esplicito, questa [cappella] fece far in vita sua Bartholamio Coglion [...] Capitano di la Signoria General di Terra; era Signor de Martinengo, Roman, Malpaga, et altri castelli. Qui è il corpo suo sepulto in archa magnificentissima. Questa narrazione di un osservatore che scriveva pochi anni dopo lo svolgimento dei fatti si aggiungeva ad altre meno esplicite ma tutte coerenti verso la tumulazione dentro la cappella, mentre non esisteva alcun'altra testimonianza che affermasse cosa contraria se non il fatto che le arche erano vuote. I tentativi successivi alla visita di Vittorio Emanuele III furono senza esito, ma posero nuovamente il problema all'attenzione della comunità storico-scientifica sotto la spinta della convinzione del Meli che insisteva per la presenza, seppure non provata, del feretro dentro la cappella.
Nel 1968 fu coinvolta la fondazione Lerici che, nel novembre 1969, inviò propri tecnici dotati di nuovi strumenti di prospezione magnetometrica. L'ispezione si svolse nella giornata del 21 novembre 1969 attraverso due fasi pressoché contemporanee, una empirica e una geofisica. Si saggiò con un bastone il fondo dell'arca maggiore che diede una risonanza inconsueta mentre la fortuita caduta di un pezzo della lastra di copertura produsse nell'asse sottostante una fessura attraverso la quale si intravedevano quelle che sembravano essere delle ossa. La prospezione geofisica segnalò, al contempo, la presenza di oggetti metallici variamente disposti alimentando una speranza che si sostituì al disinganno. Alle ore quattordici e trenta si procedette alla rottura di uno strato ondulato di calce, ed ecco apparire di sotto una cassa lunga e piatta: il beffardo ingannatore. La cassa fu aperta alle sedici circa e apparve il feretro di Bartolomeo Colleoni con le braccia incrociate, in buono stato di conservazione con l'abbigliamento che una spia sforzesca aveva descritto vestito duno zupone de raso carmesino: calze de grana, una turca de panno dargento, Guanti, Spata et Speroni, et col bastone et bereta capitaniesca. Tutto corrispondeva tranne la spada che non fu trovata subito ma il 5 febbraio 1970 in occasione della pulitura della bara: era nascosta dal corpo del Capitano General.

La bara conteneva anche una targa di piombo a memoria del personaggio sepolto 
Il Colleoni fu sepolto nel suo monumento il 4 gennaio 1476, due mesi dopo la morte, 3 novembre 1475, perché a quella data non era stato ancora completato del tutto dove continua a riposare.

## Descrizione

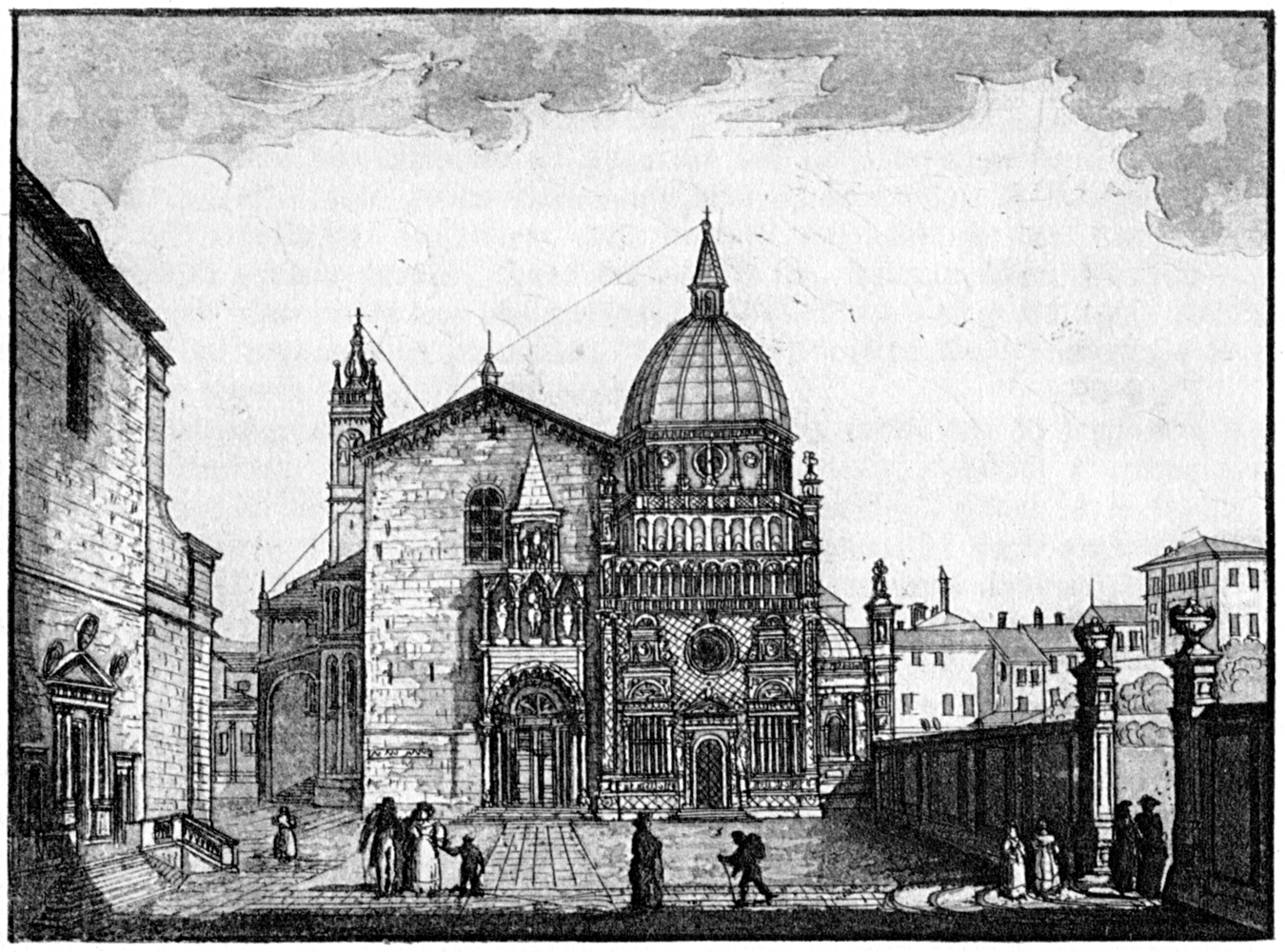
Incisione del 1843

La Cappella Colleoni, capolavoro di Giovanni Antonio Amadeo, è il gioiello artistico lasciato dal condottiero, pro patrie munificenzia et imperii maiestate, a Bergamo, la città di cui si sentiva patronus.
L'Amadeo adottò una soluzione architettonica che trova un accordo formale con la basilica, a cui si affianca, nel tamburo ottagonale e nella cuspide della lanterna. La scelta della copertura e la policromia dei marmi riprendono il protiro di Giovanni da Campione, esaltano le caratteristiche da mausoleo ma rendono allo stesso tempo l'edificio adatto alle celebrazioni liturgiche. È il capolavoro di Giovanni Antonio Amadeo, radicata nel Medioevo ma proiettata nel Rinascimento lombardo, completato da addizioni successive che rinviano al manierismo barocco. Il movimento dei volumi e la loro tensione verso l'alto alleggeriscono la costruzione mentre l'insieme delle sculture, che ne fanno parlare la facciata con i loro significati simbolici, la rendono un'allegoria del cursus honorum del condottiero che l'aveva voluta.

### Facciata
La facciata, composta da tarsie e decorazioni in marmi policromi a losanghe bianche, rosse e nere, ha un rosone sopra il portale, sulla cui sommità è posta una statua, forse originariamente in metallo, ma priva degli attributi e rappresenta il condottiero come figura ideale di capitano, ma anche imperatore romano e vicino al patrono di Bergamo sant'Alessandro di Bergamo. Ai lati del quale sono due medaglioni che raffigurano Cesare e Traiano. La sua geometria si sviluppa in senso verticale, seguendo tre fasce parallele, racchiusa da due lesene istoriate culminanti in due pinnacoli uniti da una elegante loggia alleggerita da dieci bifore.
La copertura è formata da un tamburo ottagonale, che poggia sulla loggetta, e dalla cupola a spicchi che termina con la lanterna che ospita la statua della Madonna col Bambino. Nel tamburo c'è un piccolo rosone, in asse con quello maggiore sottostante, che contiene il serpente di bronzo di Mosè quasi a sottolineare una linea di continuità tra il personaggio biblico e il Colleoni.
La parte alta del basamento della facciata contiene nove formelle con bassorilievi, cinque raffiguranti dieci storie bibliche accoppiate: la Creazione di Adamo e la Creazione di Eva; la Tentazione e la Cacciata dall'Eden; il Lavoro di Adamo ed Eva e il Sacrificio di Isacco; le Offerte a Dio di Caino e Abele e l'Uccisione di Abele; il Cacciatore Lamech e la Morte di Caino; e quattro bassorilievi con la vita di Ercole: Ercole ed Anteo, Ercole e l'Idra di Lerna, Ercole e il Toro di Creta, Ercole contro il Leone Nemeo.
Sopra le lesene delle finestre ai lati del portale, lavorate con motivi floreali e medaglioni con piccoli busti, vi sono le quattro statue delle Virtù.

La cancellata in ferro battuto e bronzo, su cui si trova lo stemma del Colleoni, è invece del 1912, ed è stata realizzata da Virginio Muzio su disegno di Gaetano Moretti.

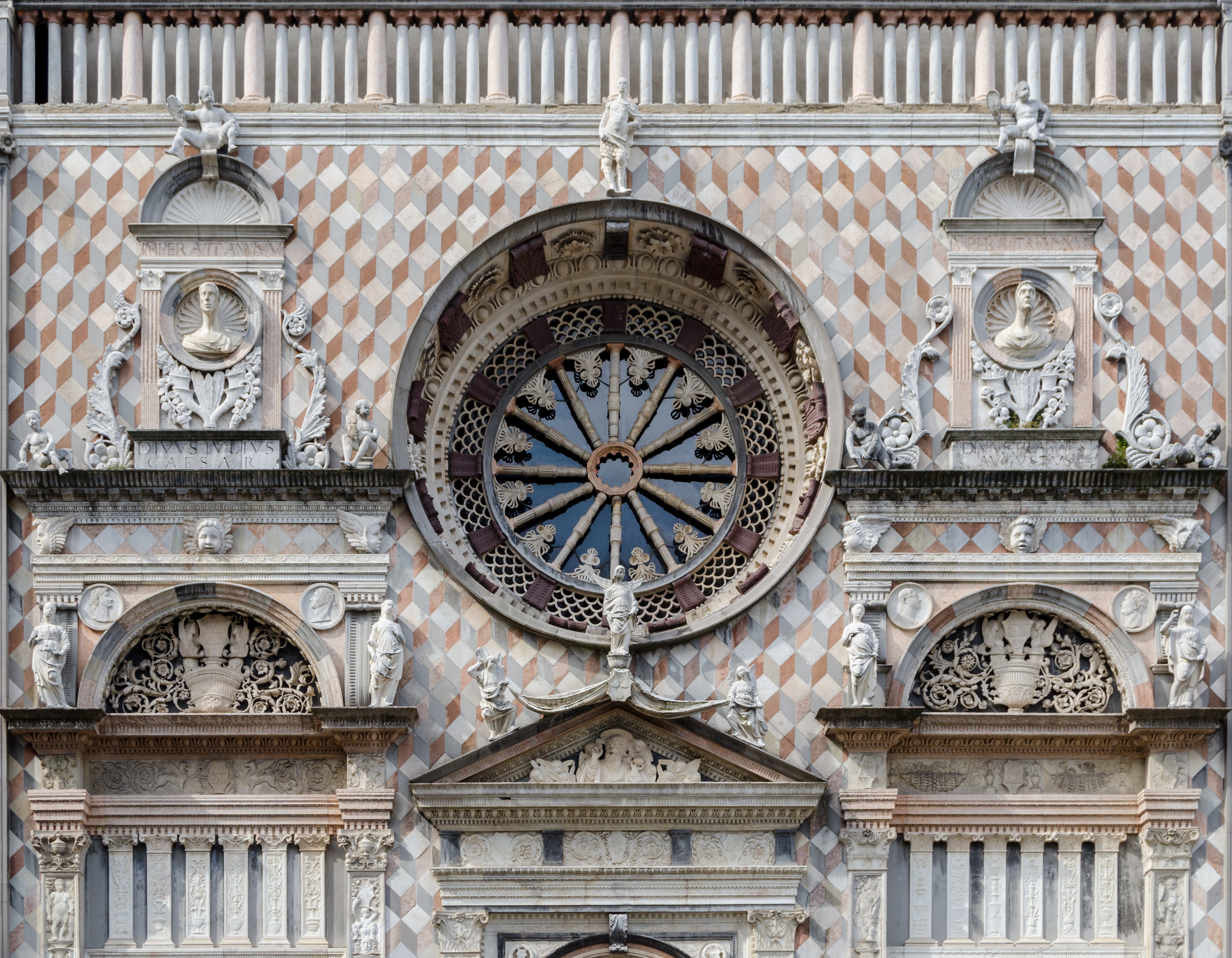
Rosone e busti di Cesare e Traiano
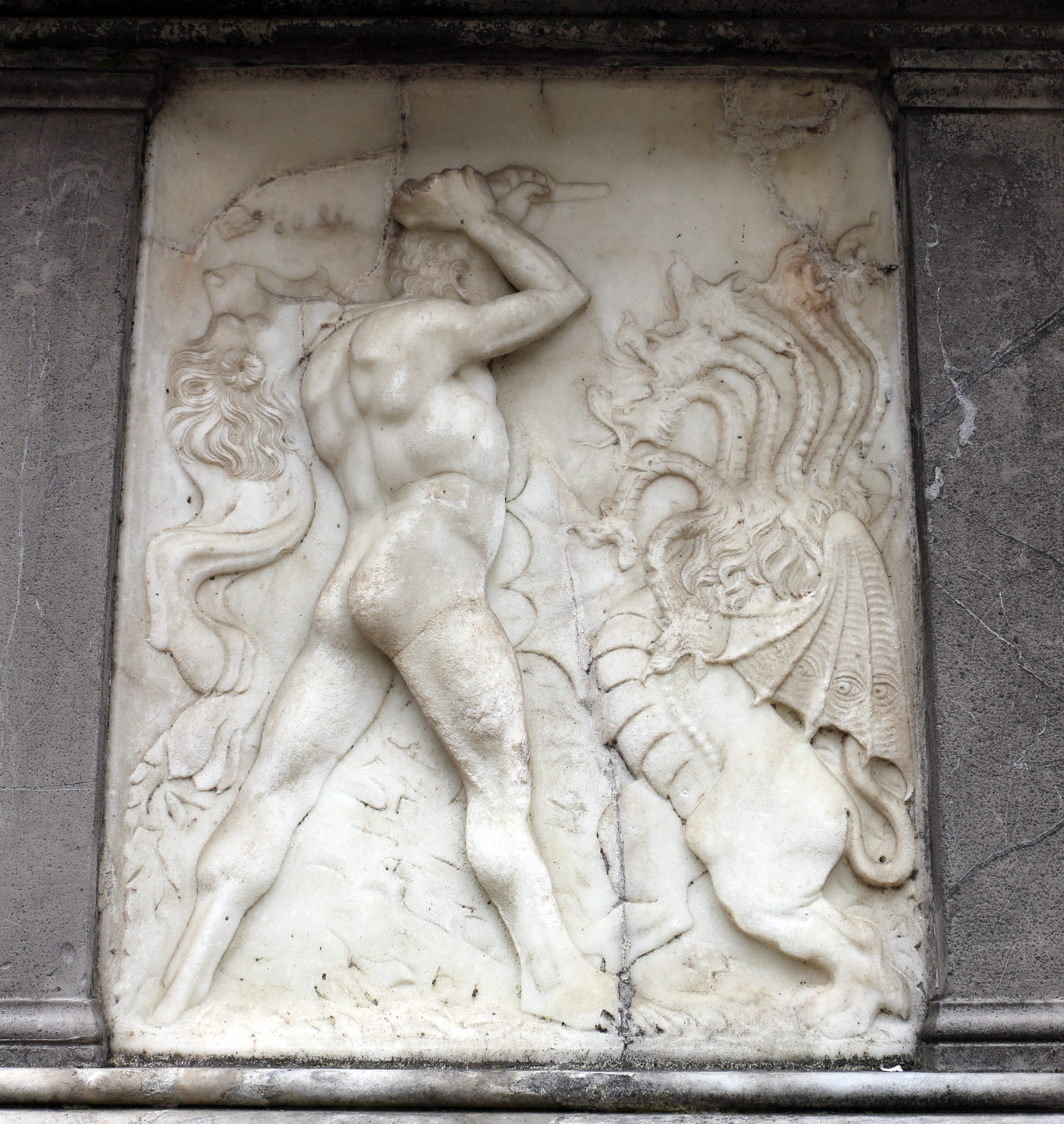
Giovanni Antonio Amadeo, Ercole e l'Idra
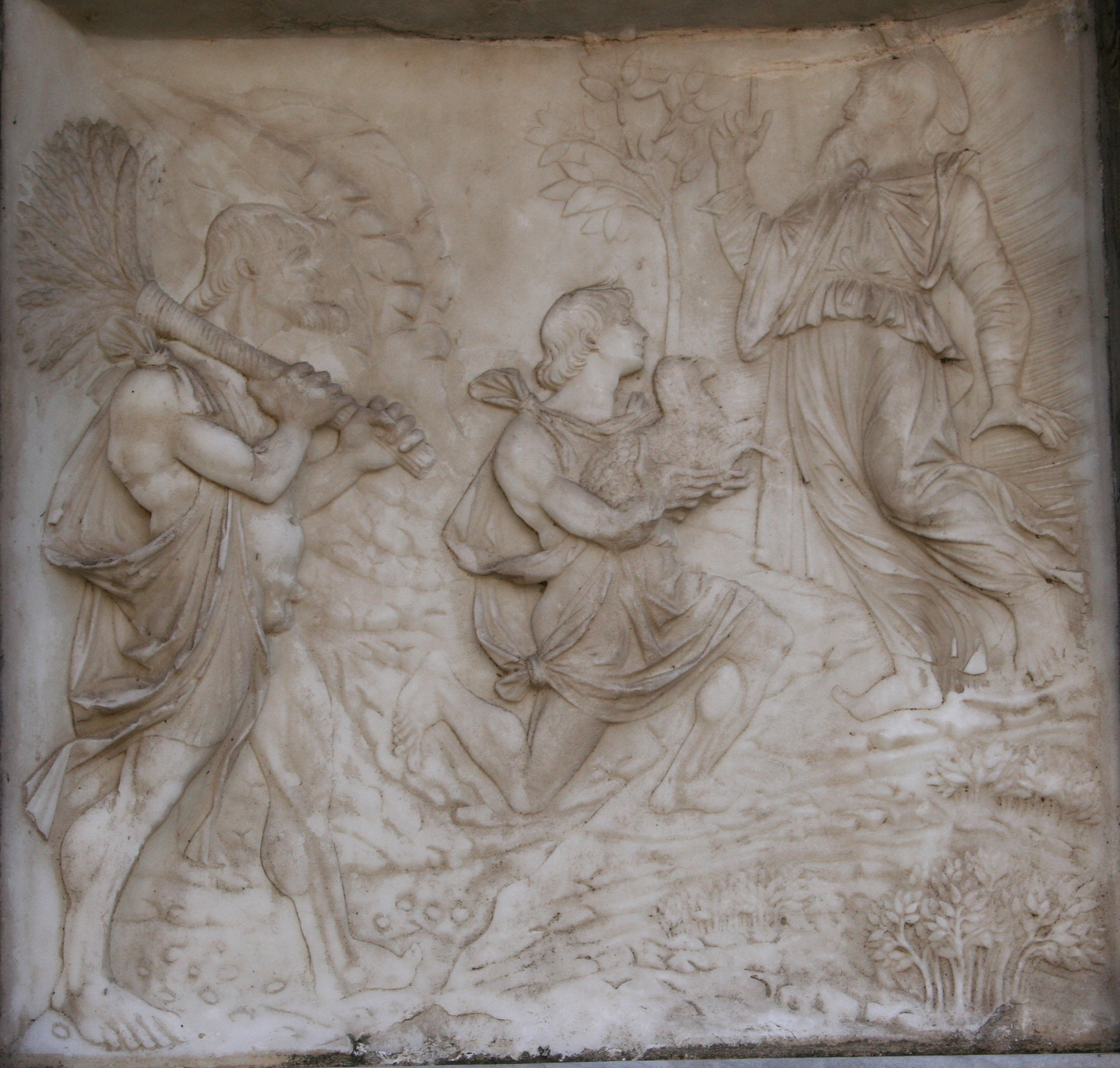
Giovanni Antonio Amadeo, Caino e Abele

### Interno
L'interno è costituito da un ambiente a pianta quadrata e da un altro, in posizione laterale, più piccolo con il presbiterio.

#### Il monumento funebre del Colleoni
Fu edificato ad Amadeo secondo la tradizionale struttura ad arcosolio, posto sulla parete di fronte all'ingresso. I pilastri, che hanno alla base delle teste di leoni, sostengono un primo sarcofago con bassorilievi con scene della crocefissione di Cristo; sopra vi è un secondo sarcofago, di cui è ignota la destinazione, sostenuto da tre statue, anch'esso con bassorilievi che raffigurano le scene dell'Annunciazione, della natività di Cristo e dell'adorazione dei Re Magi.
La statua equestre del condottiero in legno dorato, realizzata da Sisto e Siry da Norimberga nel 1501 al prezzo di 1.600 ducati d'oro, sostituì quella in pietra che creava problemi di instabilità a causa del suo peso con delibera del 17 gennaio 1493, ed è posta a conclusione della struttura piramidale del monumento. Si tratta di un'opera particolarmente elegante e allo stesso tempo imponente che esalta il condottiero nel massimo del suo potere. La tranquilla e composta espressione del viso è lontana anni luce dallo spavaldo furore che emana dal monumento del Verrocchio a Venezia, diversi i momenti e diverse le tensioni: a Venezia il Colleoni combatte e costruisce la propria fortuna, nella Cappella espone consapevole il potere raggiunto. La postura eretta del corpo, la testa con la berretta capitanesca che fissa davanti, il bastone del comando alzato bloccano il tempo, contraddetti solo dal cavallo che si gira verso gli osservatori, anch'esso partecipe di una scena che il blu dello sfondo magnifica.
Il sarcofago superiore e la statua equestre affiancata dalle statue di Dalila e Giuditta, che vi poggiano, sono racchiusi da un arco sorretto da due coppie di leggere colonne portate da basi di marmo rosso scolpito, il tutto su uno sfondo turchino .
Il sarcofago inferiore, il maggiore, contiene le spoglie del Colleoni che vi sono state ritrovate solo il 21 novembre 1969 dopo secoli di mistero. L'ornatura contrasta, per la drammaticità delle scene, con quella del sarcofago superiore. Vi sono rappresentate, infatti, la Salita al Calvario, la Crocefissione e la Deposizione.
I due sarcofaghi sono raccordati da tre guerrieri seduti che osservano il Colleoni con ai lati le statue di Sansone e David, in quella mescolanza di sacro e pagano che caratterizza tutta la cappella.
Completano la scenografia, quasi teatrale, delle leggere colonne su basi di marmo rosso che con il sovrastante arco racchiudono la statua equestre su uno sfondo blu creando un insieme policromo al tempo stesso di particolare finezza e grande spettacolarità.
Sul bordo inferiore del sarcofago quasi una processione o una giostra giocosa di puttini nudi evidenziano le armi del Colleoni, sempre opera dell'Amadeo fu realizzata in precedenza ai rilievi del sargofago. Questo rilievo presenta assonanze con le sculture del piccolo chiostro della certosa di Pavia. I putti reggono due stemmi raffiguranti lo stemma virile del Colleoni e quello con i gigli dei d'Angiò.
Lo stemma del Colleoni che campeggia sul basamento del sarcofago maggiore raffigura con turgido naturalismo i testicoli colleoneschi che derivavano dal suo nome e ne costituivano il grido di guerra Coglia, coglia, coglia.

#### Il monumento funebre di Medea
Il sepolcro della figlia prediletta del Colleoni, morta il 6 marzo 1470, anch'esso opera dell'Amadeo, si trova sulla parete di sinistra. Sul sarcofago giace una gentile statua di Medea, supina con un'espressione serena quasi dormiente, protetta da una delicata Maternità inserita fra santa Chiara e santa Caterina in un complesso visivo di grande dolcezza. Sul fronte ritornano, quasi a contrasto con la leggiadria della scena, le armi del Colleoni: i testicoli colleoneschi e i gigli di Andegavia che con le fasce borgognone racchiudono una Pietà, a memoria costante della forza e del potere raggiunti. Il sarcofago ha avuto la collocazione attuale solo nel 1842, quando è stato trasferito dal santuario Madonna della Basella di Urgnano dove si trovava fino a quella data.

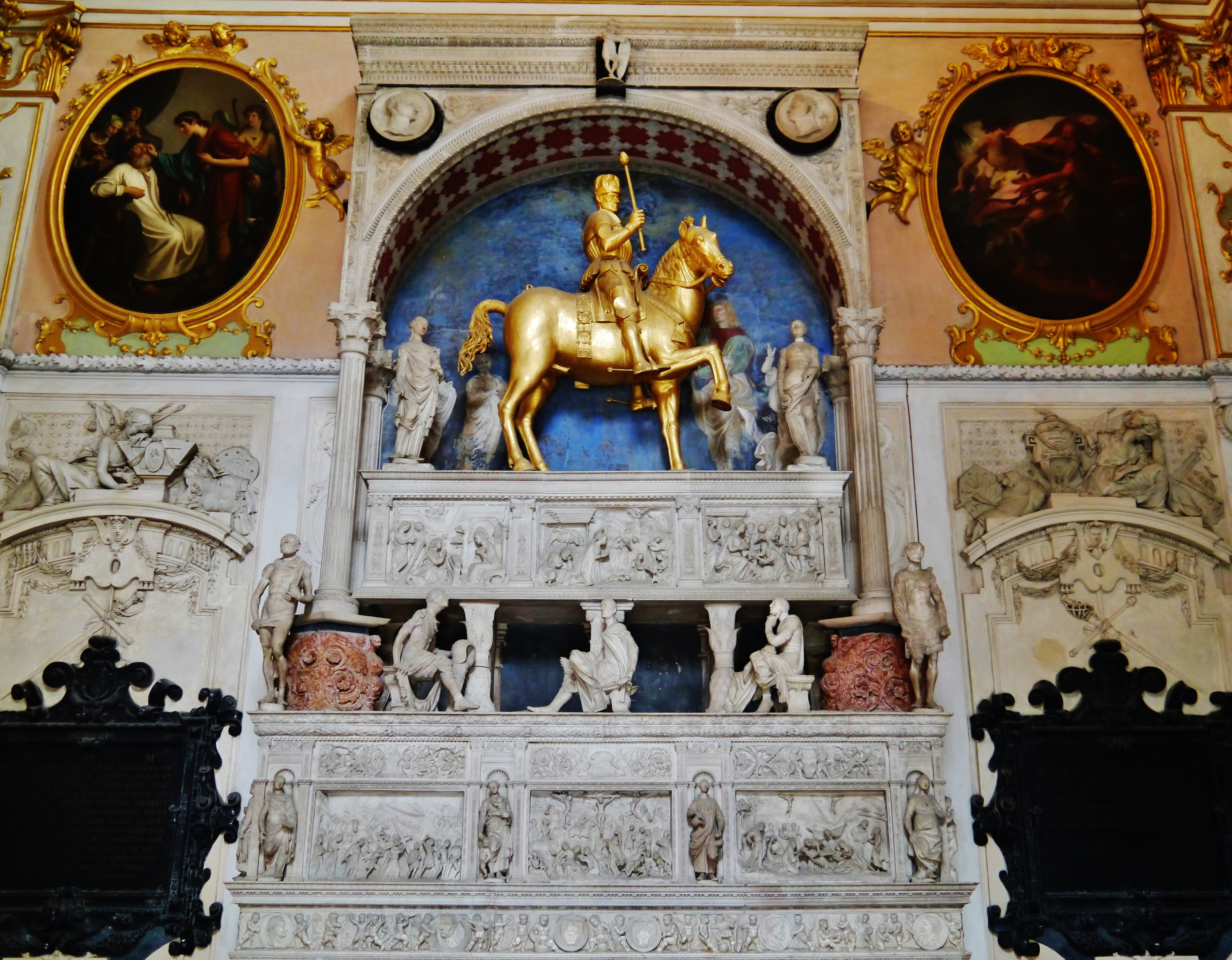
Giovanni Antonio Amadeo, monumento funebre del Colleoni
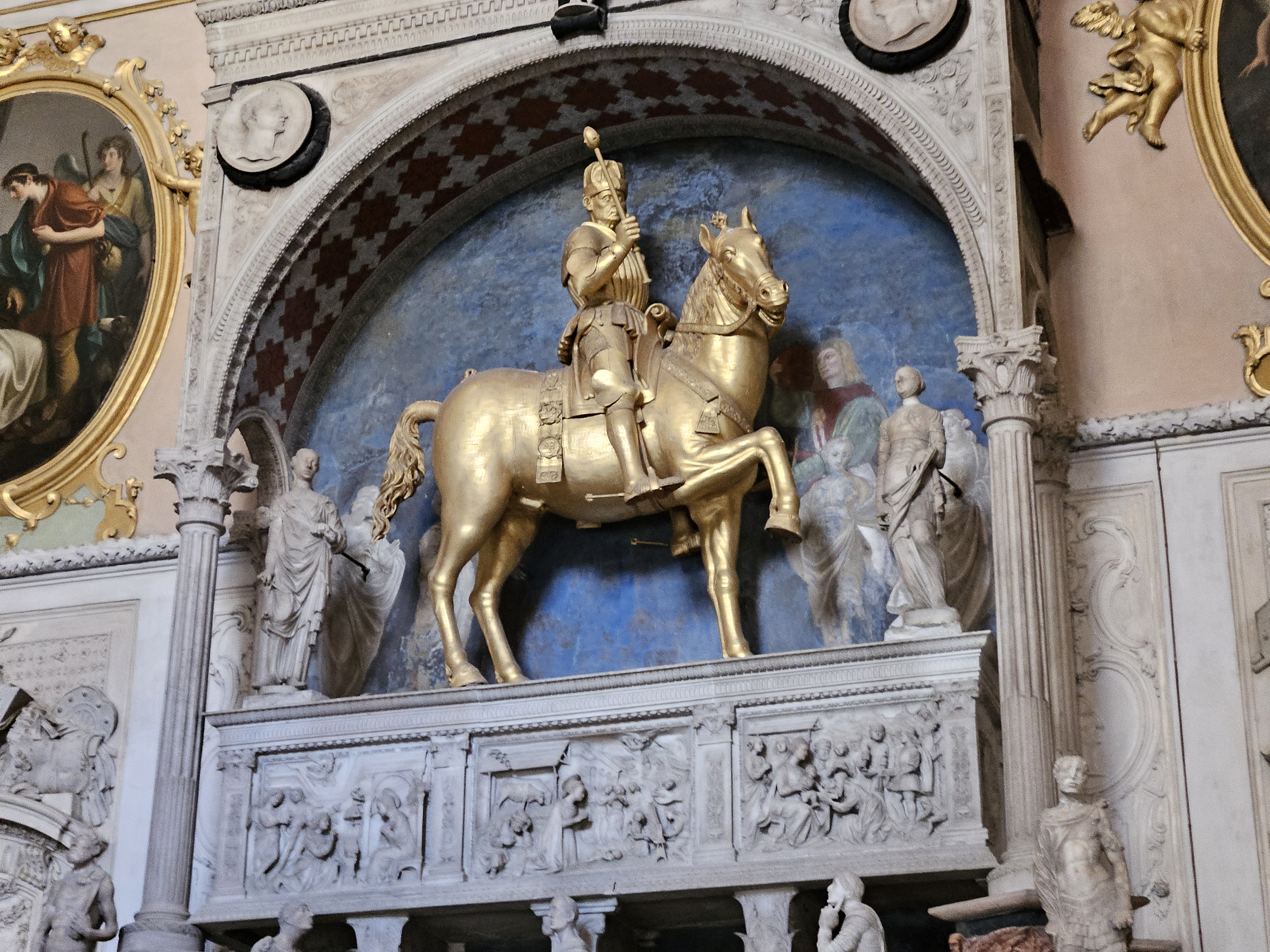
statua equestre di Bartolomeo Colleoni in legno dorato, Leonardo Siry e Sisto da Norimberga, 1493
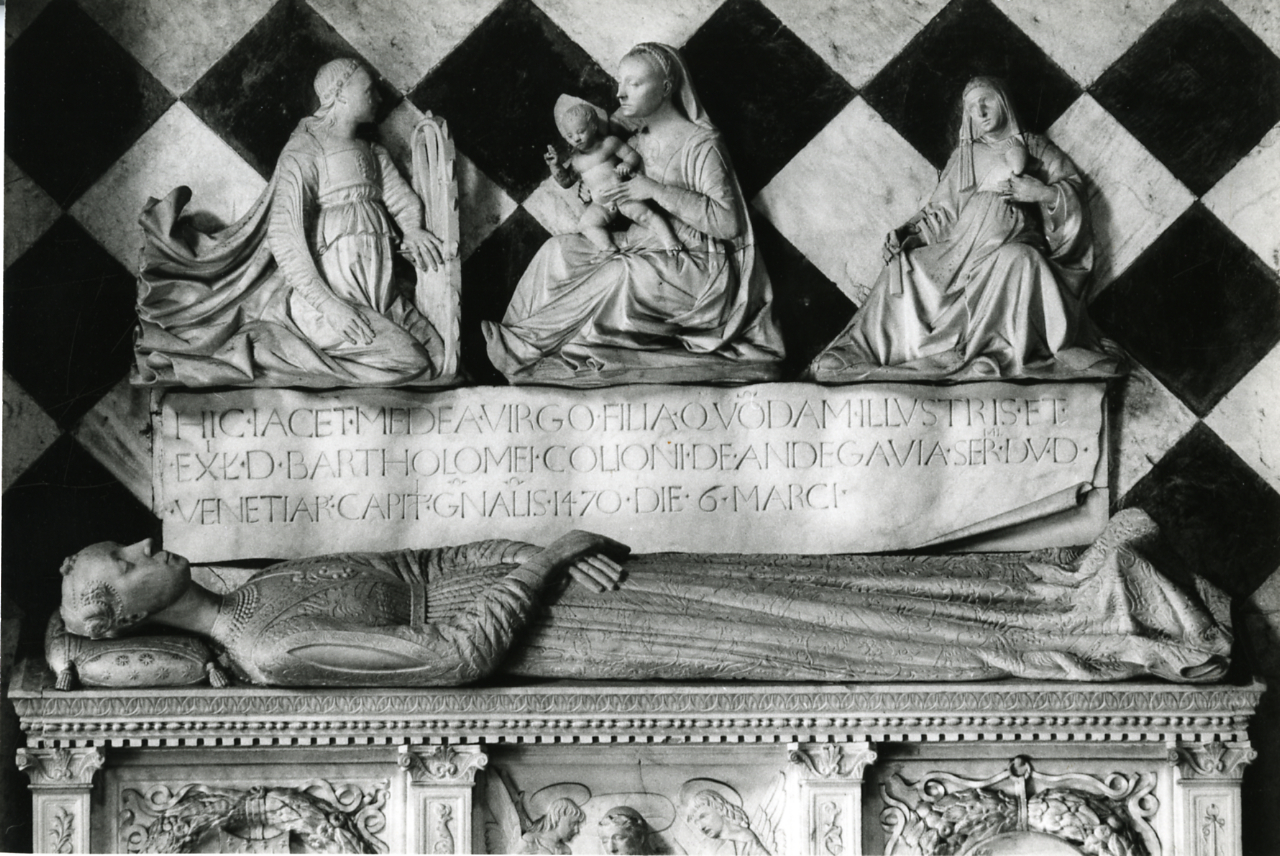
Giovanni Antonio Amadeo, statua giacente di Medea

#### Altre opere d'arte
Arricchiscono il presbiterio due banchi in legno scolpiti e intarsiati. Gli intarsi opera di Giovan Battista Caniana, 1750-1790, raffigurano scene bibliche, mentre le sculture sono di Giovanni Antonio Sanz 1750-1803. Sopra il banco di sinistra si trova una tela di Angelica Kauffman, 1741-1807.
Il presbiterio, a cui è annessa una piccola sagrestia, ha un altare dall'inconfondibile stile barocco, opera di Bartolomeo Manni, del 1676, con le statue dei Santi Giovanni Battista, Bartolomeo apostolo e Marco evangelista, opere di Pietro, Tullio e Antonio Lombardo, è racchiuso da due eleganti colonne tortili.
La mensa, disegnata da Leopoldo Pollack, è sorretta da due angeli di Grazioso Rusca, XIX secolo.
I banchi intagliati sono opera di Giovanni Antonio Sanz e le tarsie bibliche sono sempre del Caniana, (1773); alla parete è la tela La Sacra Famiglia con San Giovanni Battista, di Angelika Maria Kauffmann, 1789.
Gli affreschi dei pennacchi, delle lunette e della cupola riproducenti Episodi della vita di San Giovanni Battista, di San Marco e di San Bartolomeo sono di Giambattista Tiepolo, che li realizzò tra il 1732 e il 1733 su incarico dei Reggenti del Luogo Pio della Pietà Bartolomeo Colleoni e con l'aiuto di Francesco Capella.
Le lunette sono state restaurate nel 1996.

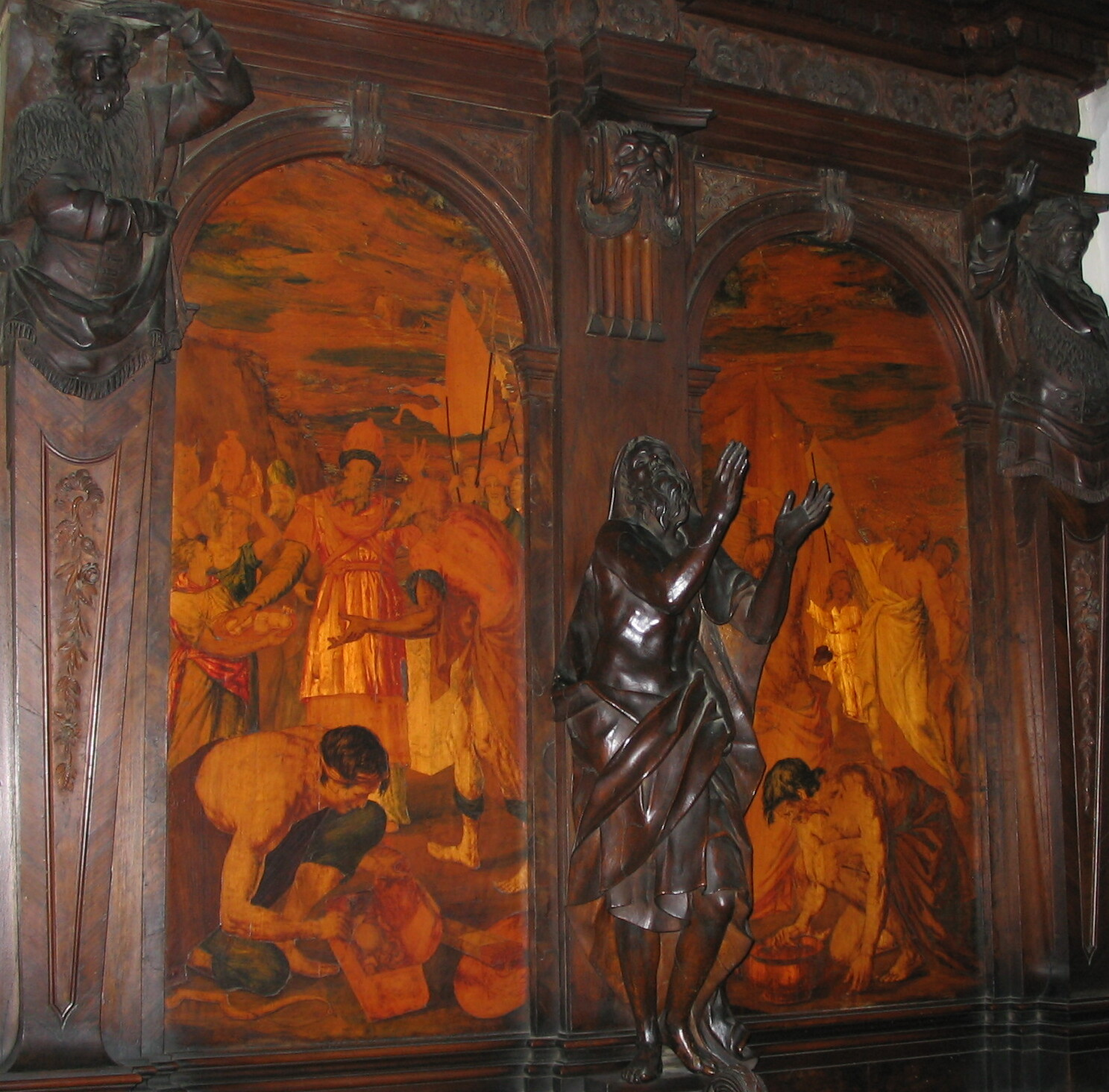
intarsi opera di Giovan Battista Caniana
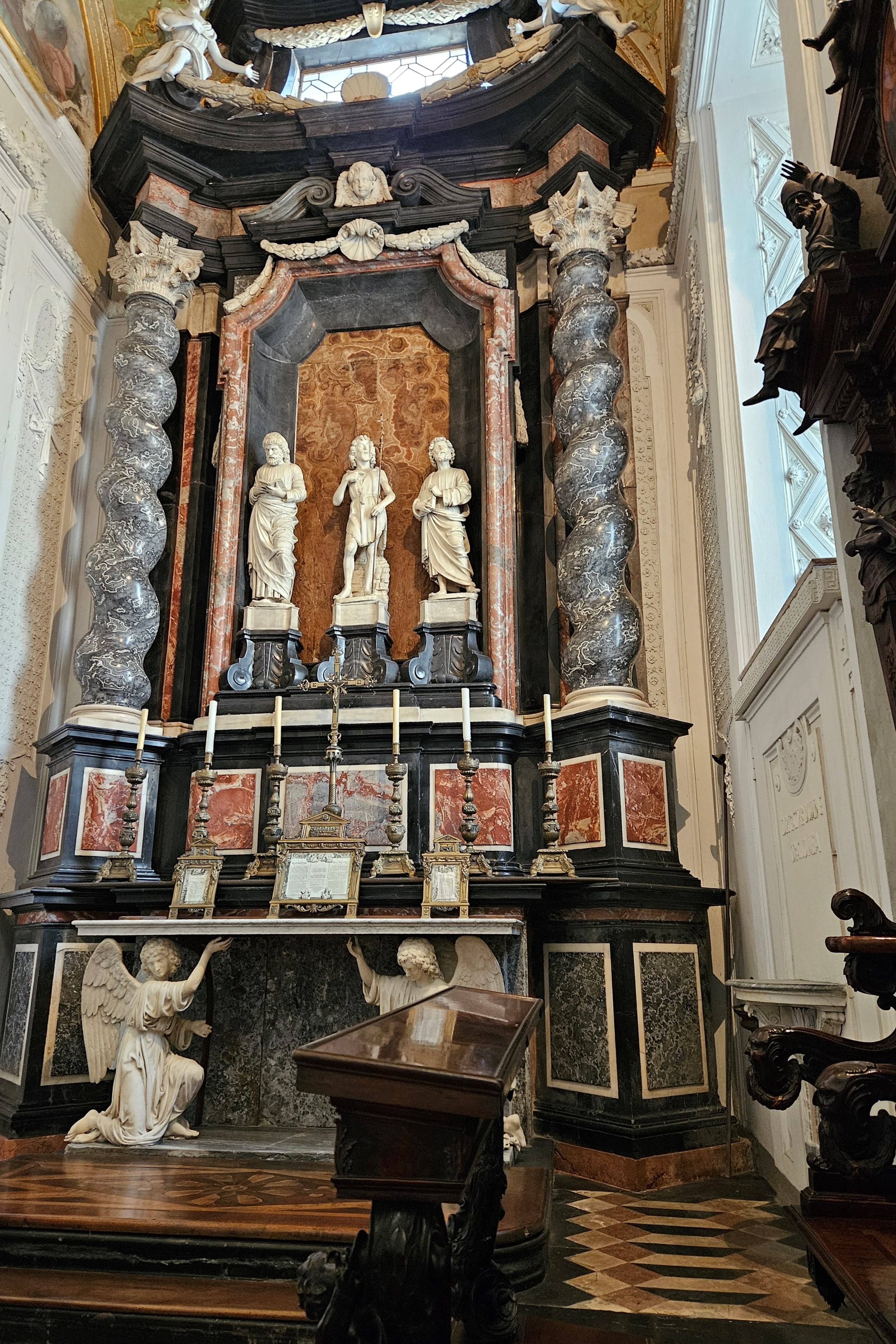
statue dei Santi Giovanni Battista, Bartolomeo apostolo e Marco evangelista, opere di Pietro, Tullio e Antonio Lombardo
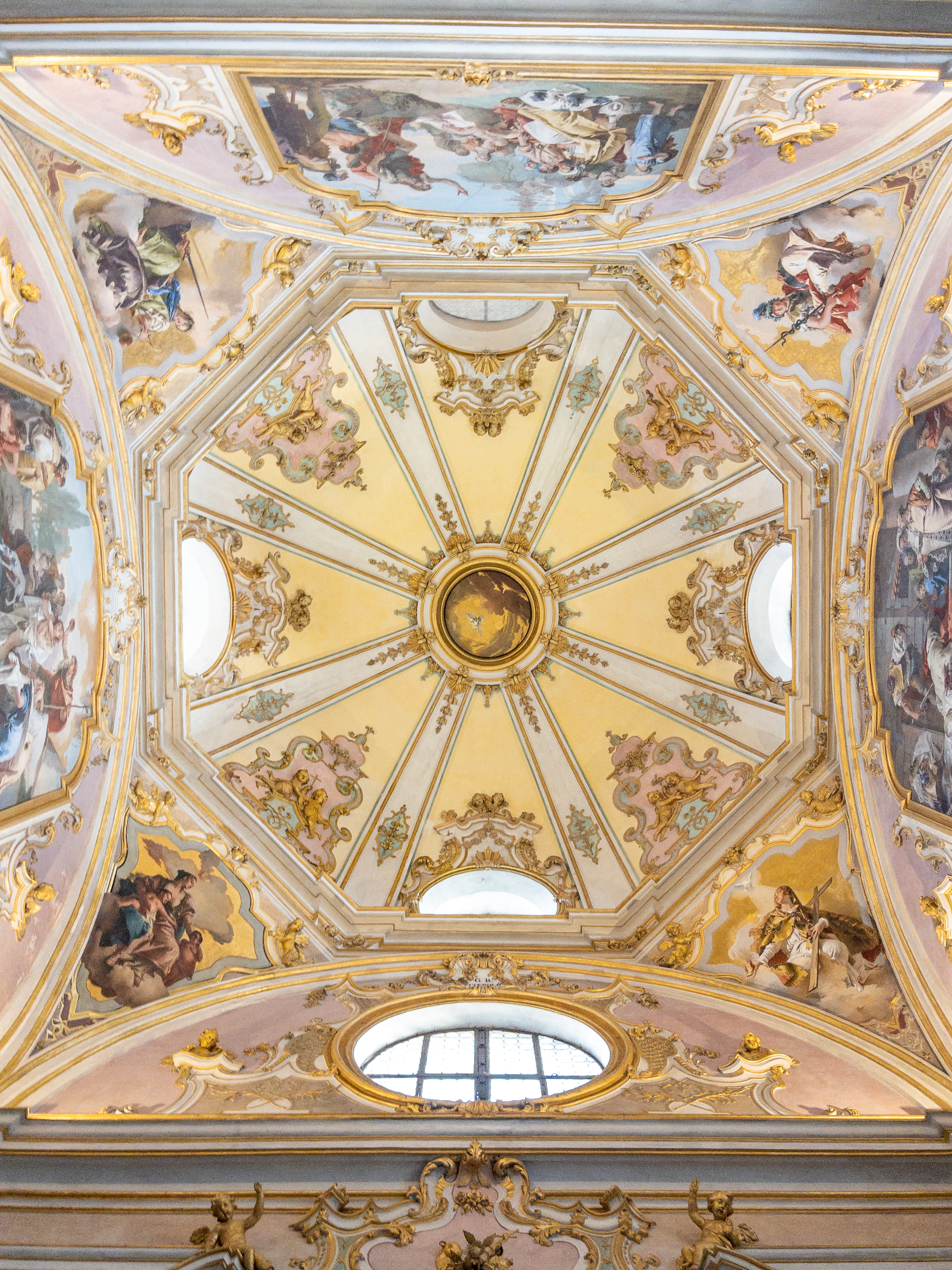
Cupola
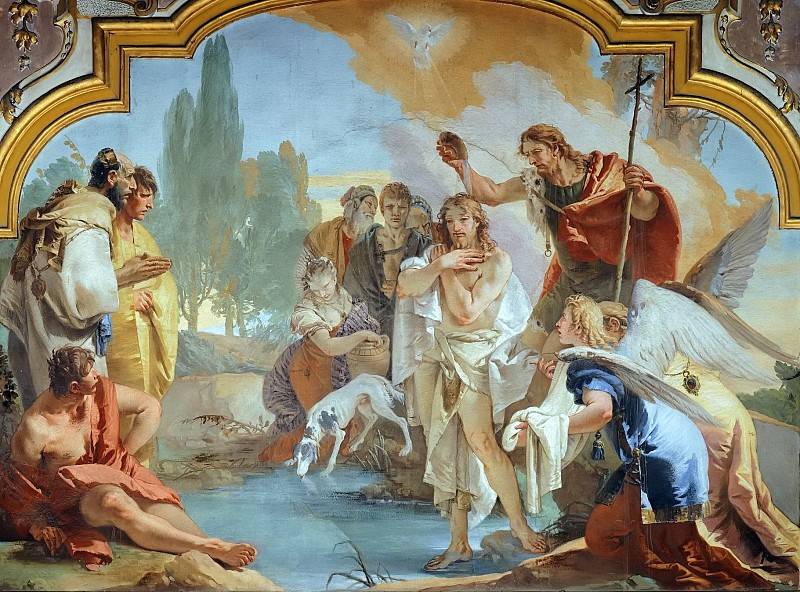
Giambattista Tiepolo, Battesimodi Cristo

### Il simbolismo
La cappella è formalmente un luogo cristiano ma sostanzialmente un mausoleo, apoteosi della forza e del trionfo di un imperator, il Colleoni, discendente da Ercole come amava definirsi.

Il complesso è 
()
La facciata, con i suoi ornamenti e con il gioco dei volumi ascendenti, quasi piega il sacro al pagano nell'esaltazione di un condottiero che equipara a Cesare e a Traiano.

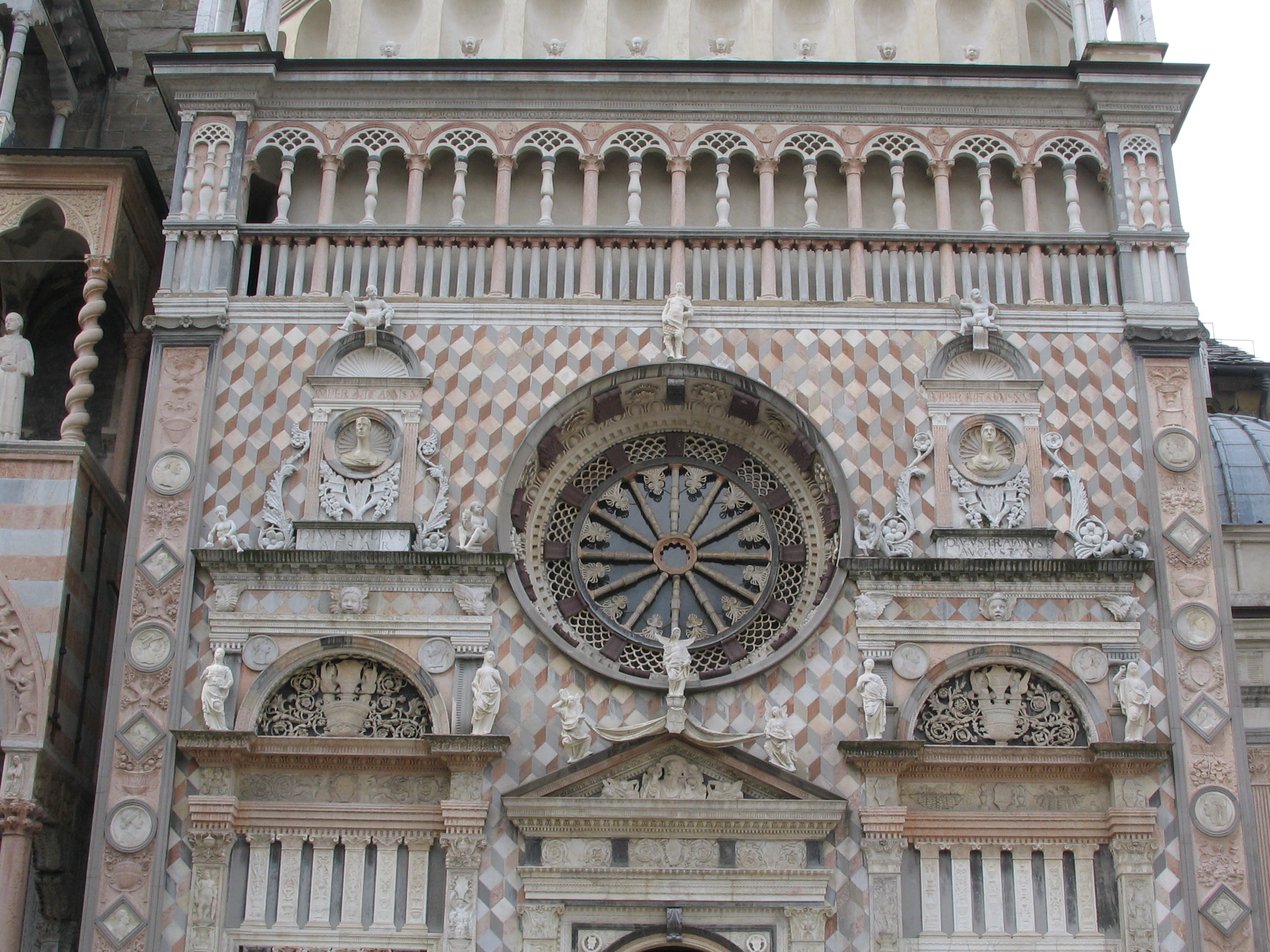
Il rosone, particolare

Al centro della facciata campeggia uno splendido rosone, fonte primaria di luce per l'interno della cappella, luce che, tuttavia, si proietta non sull'altare ma sul monumento equestre del Colleoni che domina prepotente sui simboli religiosi presenti quasi timidamente. Il presbiterio e l'altare risultano così in una posizione che può apparire secondaria, mentre lo scenario è monopolizzato dal condottiero che con il suo monumento dorato si impone al visitatore.

Il rosone contiene una ruota, comunemente simbolo di rinascita ma qui allegoria del sole, quel sole che diede la vittoria a Giosuè di cui Bartolomeo si sentiva erede. Un simbolo che 
(Friedrich Piel, La Cappella Colleoni e il Luogo Pio della Pietà in Bergamo, Bergamo, LPP, 1975)
Le trabeazioni delle finestre laterali si inseriscono nel rosone quasi a fermare il movimento della ruota, in questo caso della Fortuna, a sottolineare il momento in cui il condottiero raggiunse l'acme della virtus e della potenza.
Avvalorano questa lettura la presenza sul rosone di una statua di un soldato romano in postura di compiaciuta attesa e i busti di Cesare e Traiano che si protendono in uno sforzo evidenziato dalla tensione dei muscoli del collo. Tuttavia si deve rilevare che la statua è stata lì collocata per rimediare a un errore nella connessione delle formelle di marmo policromo.

L'opera, tutta, dà 
(Francesco Rossi)
Il cristiano si confonde col pagano, chiesa che testimonia il cammino verso Dio o tempio che divinizza l'imperator come richiamano le iscrizioni sotto i due busti romani, Divus Iulius Caesar e Divus Traianus Augustus.
Le finestre che affiancano l'ingresso contengono delle colonne che richiamano dei fusti di cannone, proprio quei fusti che il Colleoni liberò dall'affusto fisso rendendoli facilmente spostabili, creando così l'artiglieria mobile.
Tutto nella cappella esalta il miles (soldato) in uno strano miscuglio di religiosità e laicismo di cui è difficile individuare i confini e le prevalenze.